# Oxalis lateriflora
Oxalis lateriflora är en harsyreväxtart som beskrevs av Nikolaus Joseph von Jacquin. Oxalis lateriflora ingår i släktet oxalisar, och familjen harsyreväxter. Inga underarter finns listade i Catalogue of Life.